# Rhinocladium lesnei
Rhinocladium lesnei är en svampart som beskrevs av Vuill. 1910. Rhinocladium lesnei ingår i släktet Rhinocladium, divisionen sporsäcksvampar och riket svampar.   Inga underarter finns listade i Catalogue of Life.